# Provinciale weg 316
De provinciale weg 316 (N316) is een van de belangrijke noord-zuidverbindingen door de Achterhoek. De weg doorkruist de gemeente Bronckhorst, kruist de A18 nabij Doetinchem en eindigt bij 's-Heerenberg waar het aansluit aan de N827 richting Duitsland.
Tot medio 2008 verliep de N316 in 's-Heerenberg verder naar de grensovergang richting Emmerik. Door de opening van de oostelijke rondweg van 's-Heerenberg (de N827) is besloten om gedeelte binnen de bebouwde kom van 's-Heerenberg aan de gemeente Montferland over te dragen.
Sinds medio 2020 loopt de N316 niet meer via Zeddam en door 's-Heerenberg maar via een nieuw traject vanaf de N335 naar de N816. Het oude traject is overgedragen aan de gemeente Montferland.
De weg is buiten de bebouwde kom over de gehele lengte uitgevoerd als tweestrooks-gebiedsontsluitingsweg waar een maximumsnelheid van 80 km/h geldt. 
N23 · N34 · N224 · N225 · N229 · N233 · N271 · N301 · N302 · N303 · N304 · N305 · N306 · N307 · N308 · N309 · N310 · N311 · N312 · N313 · N314 · N315 · N316 · N317 · N318 · N319 · N320 · N322 · N323 · N324 · N325/A325 · N326/A326 · N327 · N329 · N330 · N331 · N332 · N333 · N334 · N335 · N336 · N337 · N338 · N339 · N340 · N341 · N342 · N343 · N344 · N345 · N346 · N347 · N348/A348 · N349 · N350 · N351 · N352 · N375 · N377

N418 · N701 · N702 · N703 · N704 · N705 · N706 · N707 · N708 · N709 · N710 · N711 · N712 · N713 · N714 · N715 · N716 · N717 · N718 · N719 · N720 · N727 · N731 · N732 · N733 · N734 · N735 · N736 · N737 · N738 · N739 · N740 · N741 · N742 · N743 · N744 · N745 · N746 · N747 · N748 · N749 · N750 · N751 · N752 · N753 · N754 · N755 · N756 · N757 · N758 · N759 · N760 · N761 · N762 · N763 · N764 · N765 · N766 · N768 · N781 · N782 · N783 · N784 · N785 · N786 · N787 · N788 · N789 · N790 · N791 · N792 · N793 · N794 · N795 · N796 · N797 · N798 · N800 · N801 · N802 · N803 · N804 · N805 · N806 · N810 · N811 · N812 · N813 · N814 · N815 · N816 · N817 · N818 · N819 · N820 · N821 · N822 · N823 · N824 · N825 · N826 · N827 · N830 · N831 · N832 · N833 · N834 · N835 · N836 · N837 · N838 · N839 · N840 · N841 · N842 · N843 · N844 · N845 · N846 · N847 · N848 · N852 · N855

Cursief vermelde wegen zijn voormalige provinciale wegen.